# Шефло, Олав
Олав Андреас Шевло (норв. Olav Andreas Scheflo, 9 сентября 1883 — 25 июня 1943) — норвежский политик-коммунист.

## Биография
С 1905 года — член Норвежской рабочей партии. Лидер левой революционной оппозиции в профсоюзах с 1911 года. Сыграл важную роль в присоединении НРП к Коминтерну. Делегат 2-го (1920), 3-го (1921) и 4-го конгрессов Коминтерна (1922).
Когда НРП прекратила своё членство в Коминтерне, стал одним из основателей Коммунистической партии Норвегии, членом её политбюро. В 1921—1927 годах — член Исполкома Коминтерна. В 1924—1927 годах — член президиума Исполкома Коминтерна.
Будучи противником сталинизма, в 1928 году вышел из компартии и в 1929 году вернулся в Норвежскую рабочую партию. Защищал Льва Троцкого в то время, когда последний после высылки из СССР жил в Норвегии в 1935—1936 годах. При этом не был троцкистом и тяготел к Правой оппозиции в ВКП(б).